# Ettore Abbiati
Ettore Abbiati, noto anche con lo pseudonimo di Cubo (Camisano, 27 giugno 1946 – Calasetta, 10 settembre 2023), è stato un rugbista a 15 italiano.

## Biografia
Trasferitosi a Milano per lavorare alla Galbani, iniziò a praticare l'atletica come lanciatore del disco e poi del martello, ma anche come velocista: nonostante la corporatura robusta, riusciva a correre i 100 metri sotto i 12 secondi, grazie ai consigli degli olimpionici Ennio Preatoni e Sergio Ottolina. Si fece così notare dalla Chicken Milano, che si allenava nello stesso stadio Giuriati, e venne convinto a giocare a rugby. Durante il servizio di leva militare, giocò nella squadra dell'Esercito, inizialmente come lanciatore; grazie all'amicizia con il commilitone Alberto Scola, venne poi ingaggiato dal Brescia, con cui esordì nella Serie A 1967-1968., realizzando con il Rugby Brescia il maggior numero di mete (9) del campionato, ex aequo con Carlo Salmaso.
Tra il 1970 e il 1974 giocò nel Cus Genova con Marco Bollesan come pilone, tornando poi nel Brescia allenato da Lorenzo Bonomi. Nel campionato 1974-1975 vinse con il Rugby Brescia lo storico e finora unico scudetto.
Nel 1977 fondò il Rugby Crema, divenendone l'allenatore. Dal 2007 al 2012 allenò il Rugby Dalmine.
Morì all'età di 77 anni, dopo un malore avvenuto in Sardegna.

### Carriera in Nazionale
Debuttò con la Nazionale di rugby a 15 dell'Italia il 3 novembre 1968 a Venezia contro la Germania Ovest (22-14). Nel 1970 vinse la medaglia di bronzo al campionato europeo. Disputò con l'Italia 11 test match, l’ultimo il 15 maggio 1974 a Brescia battendo la selezione dei Leopards. Dal 13 giugno al 12 luglio 1973 prese parte allo storico tour della nazionale italiana in Rhodesia e Sudafrica.